# Dwerggoerami
De dwerggoerami (Trichogaster lalius, voorheen Colisa lalia) is een populaire tropische aquariumvis uit Zuid-Azië.

## Kenmerken
Het natuurlijke kleurpatroon van deze vis bestaat uit een afwisseling van verticale rode en blauwgroene strepen, waarbij de mannetjes duidelijk kleurrijker zijn dan de vrouwtjes. Er bestaan ook rode en blauwe kweekvormen. De vis wordt zo'n 6 centimeter lang.

## Aquarium
Dwerggoerami's dienen in een aquarium van ten minste 60 centimeter zonder bijvissen en 80 centimeter met bijvissen te worden gehouden, bij een temperatuur van 21-29 °C. Hierbij is een temperatuur van 22-23 °C optimaal. Boven de 25 °C begint de dwerggoerami nesten te bouwen. Bij langdurige warmte is deze vis agressief en oververmoeid, hetgeen niet ten goede komt van de levensverwachting. Zij verdragen een pH in het bereik van 6,5-7 en zacht tot hard water. Een dichte beplanting, stenen en kienhout zorgen voor essentiële schuilplaatsen. Doordat de dwerggoerami tot de labyrintvissen behoort, dient de temperatuur van de lucht boven het aquarium hetzelfde te zijn als de watertemperatuur.
Drijfplanten zijn eveneens belangrijk als substraat voor het schuimnest dat deze soort bouwt. Het schuimnest vormt het centrum van het territorium dat door het mannetje fel wordt verdedigd tegen medebewoners. Meerdere mannen in een bak kan dus alleen in aanwezigheid van voldoende ruimte en schuilplaatsen.
Colisa lalia is een alleseter die gevoed kan worden met droogvoer, maar ook levend voer op prijs stelt. Wegens gevoeligheid voor vetzucht moet overvoeren vermeden worden.